# Смена
Сме́на (рос. Смена) — селище у складі Томського району Томської області, Росія. Входить до складу Меженіновського сільського поселення.

## Населення
Населення — 25 осіб (2010; 17 у 2002).
Національний склад (станом на 2002 рік):
- росіяни — 94 %